# Tora Tora Tora (album)
Tora Tora Tora è un album dei Melvins, pubblicato nel 1995 dalla X-Mas Records. L'album è una raccolta di prove durante i concerti, ed interviste durante i tour del 1995. È confezionato come un box set, con copertina in cartone. La tiratura è stata limitata, l'album è quindi diventato un oggetto da collezione. I componenti la band vengono in questo disco segnalati ognuno con un soprannome, e ad ognuno di essi viene associato un indumento. Per Buzz Osborne Dirty Clothes ("vestiti sporchi"), per Mark Deutrom Hats ("cappelli"), mentre per Dale Crover Gloves ("guanti").

## Formazione
- King Buzzo "Asshole Edward" Osborne - voce, chitarra, Dirty Clothes
- Mark "Grumpy Cowboy" Deutrom - basso, cori, Hats
- Dale "Shakes" Crover - batteria, cori, Gloves

## Tracce
1. Revolve
2. Skweetis with teeth White Zombie Ad
3. Night Goat/Specimen
4. Specimen/Concert Warning
5. KISW Interview/Hooch/Queen
6. Johnny Reno Gunfighter/Oven/Goose Freight Train
7. Goggles/Sweet Willy Rollbar
8. Radio Interview/Roadbull